# Macang Manis
Macang Manis is een bestuurslaag in het regentschap Empat Lawang van de provincie Zuid-Sumatra, Indonesië. Macang Manis telt 454 inwoners (volkstelling 2010).